# Volta ao Equador
A Volta ao Equador é uma prova de ciclismo por etapas que se desenvolve em dito país.
Organizada pela Concentração Desportiva Pichincha devido a um convénio com a Federação Equatoriana de Ciclismo para ser organizada até o ano 2012; conseguiu a partir do ano 2007 estar incluída no UCI America Tour, chegando a ser de categoria 2.2. No entanto, no ano 2011 a competição não se realizou perdendo assim a categoria do calendário UCI America Tour para esse e nos posteriores anos. Na atualidade não se conhece com certeza sobre a organização desta competição, pois apesar de ser a máxima concorrência ciclística do país, é concorrida por outras competições de carácter local como a Clássica Internacional de Tulcán, que apesar de ter menor nível apresentam equipas profissionais a cada ano.
A primeira edição disputou-se em 1966, mas a prova não tem contado com continuidade e teve anos em que não se disputou.
O vencedor mais vitorioso é o equatoriano Pedro Rodríguez com 5 vitórias gerais e só sete colombianos e um brasileiro têm sido os estrangeiros vencedores. Quanto a vencedores por província constam

## Palmares
| Ano       | Vencedor                   | Segundo                     | Terceiro                    |
| --------- | -------------------------- | --------------------------- | --------------------------- |
| 1966      | Hipólito Pozo (ECU)        | Jaime Pozo (ECU)            | Víctor Hugo Morales (ECU)   |
| 1967      | Jaime Pozo (ECU)           | Arnulfo Pozo (ECU)          | Miguel Villacis (ECU)       |
| 1971      | Jaime Pozo (ECU)           | Arnulfo Pozo (ECU)          | Carlos Padilla (ECU)        |
| 1972      | Jaime Pozo (ECU)           | Rafael Aravena (CHI)        | Arnulfo Pozo (ECU)          |
| 1974      | Carlos Arturo Zapata (COL) | Carlos Padilla (ECU)        | Jaime Pozo (ECU)            |
| 1975      | Carlos Montenegro (ECU)    | Jorge Llumigusín (ECU)      | Julio Imbacuán (ECU)        |
| 1976      | Carlos Montenegro (ECU)    | Omar Lugo (ECU)             | Aníbal Gualagan (ECU)       |
| 1977      | Elvio Barreto (BRA)        | Carlos Montenegro (ECU)     | Aníbal Gualagan (ECU)       |
| 1982      | Jorge Amable Vázquez (COL) | Horacio Hernández (COL)     | Aníbal Gualagan (COL)       |
| 1986      | Juan Carlos Rosero (COL)   | Pablo Caicedo (COL)         | Estuardo Pailacho (COL)     |
| 1987      | Pablo Caicedo (ECU)        | Pedro Rodríguez (ECU)       | Horacio Hernández (COL)     |
| 1988      | Pedro Rodríguez (ECU)      | Juan Carlos Rosero (ECU)    | Estuardo Pailacho (ECU)     |
| 1989      | Juan Carlos Rosero (ECU)   | Miller Reina (COL)          | Estuardo Pailacho (ECU)     |
| 1990      | Pedro Rodríguez (ECU)      | Juan Carlos Rosero (ECU)    | Raul Gómez Suárez (COL)     |
| 1991      | Pedro Rodríguez (ECU)      | Juan Carlos Rosero (ECU)    | Julio César Aguirre (COL)   |
| 1992      | Juan Carlos Rosero (ECU)   | Juan Castillo (COL)         | Pedro Rodríguez (ECU)       |
| 1993      | Pedro Rodríguez (ECU)      | Julio César Aguirre (COL)   | Jahir Bernal (COL)          |
| 1994      | Pablo Caicedo (ECU)        | Pedro Rodríguez (ECU)       | Hugo Bolivar Calderon (COL) |
| 1995      | Pedro Rodríguez (ECU)      | Pablo Caicedo (ECU)         | Héctor Chiles (ECU)         |
| 1997      | Héctor Chiles (ECU)        | Pablo Caicedo (ECU)         | Walter Barco (COL)          |
| 2000      | Julio Bernal (COL)         | Héctor Chiles (ECU)         | Ramiro Calpa Cárdenas (ECU) |
| 2001      | Héctor Chiles (ECU)        | Ramiro Calpa Cardenas (ECU) | Armando Estacio (COL)       |
| 2002      | Héctor Chiles (ECU)        | José Luis Vanegas (COL)     | Eric Castaño (ECU)          |
| 2003      | Franco Rodríguez (ECU)     | Luís Espinosa (COL)         | Héctor Chiles (ECU)         |
| 2004      | Byron Guamá (ECU)          | Armando Estacio (COL)       | Héctor Chiles (ECU)         |
| 2005      | Héctor Chiles (ECU)        | Franco Rodríguez (ECU)      | Eric Castaño (ECU)          |
| 2006      | Samuel Cabrera (COL)       | José Ruiz Chávez (ECU)      | Jorge Gallegos (ECU)        |
| 2007      | Alex Atapuma (COL)         | Jorge Gallegos (ECU)        | José Sarmiento (COL)        |
| 2008      | Byron Guamá (ECU)          | Álvaro Sierra (COL)         | Juan Montenegro (ECU)       |
| 2009      | Fernando Camargo (COL)     | Segundo Navarrete (ECU)     | Rafael Montiel (COL)        |
| 2010      | Byron Guamá (ECU)          | Ramiro Calpa (ECU)          | Alex Atapuma (COL)          |
| 2011      | Não disputada              | Não disputada               | Não disputada               |
| 2012      | Byron Guamá (ECU)          | Jorge Montenegro (ECU)      | Segundo Navarrete (ECU)     |
| 2013      | Freddy Montaña (COL)       | Richard Carapaz (ECU)       | Juan Carlos Pozo (ECU)      |
| 2014      | Juan Carlos Pozo (ECU)     | Richard Carapaz (ECU)       | Klever Cuasquer (ECU)       |
| 2015-2016 | Não disputada              | Não disputada               | Não disputada               |

## Palmarés por países
| País     | Vitórias |
| -------- | -------- |
| Equador  | 25 (10)  |
| Colômbia | 7 (7)    |
| Brasil   | 1 (1)    |

- Entre parêntese o número de ciclistas diferentes que têm conseguido vitórias para a cada país.